# Sauvé (métro de Montréal)
Pour les articles homonymes, voir Sauvé.
Sauvé est une station de la ligne orange du métro de Montréal située dans l'arrondissement d'Ahuntsic-Cartierville. Depuis 2015, une correspondance extérieure est disponible avec la ligne de train de banlieue Mascouche via la Gare Sauvé d'Exo. Cette station a été nommée en l'honneur de l'ancien propriétaire des terrains traversés par cette rue.

## Édicules
- Édicule A : 9800, rue Berri
- Édicule B : 9790, rue Berri

L'édicule A comporte une seule sortie vers la rue Berri.
L'édicule B comporte une sortie vers la rue Sauvé et la Gare Sauvé à gauche.

## Lignes de bus et Gare Sauvé
La station est en correspondance avec la Gare Sauvé de la Ligne 15 - Mascouche du train de banlieue d'Exo.
| Numéros | Noms                           | Service          |
| ------- | ------------------------------ | ---------------- |
| 31      | Saint-Denis                    | De Jour          |
| 41      | Quartier Saint-Michel/Ahuntsic | De Jour          |
| 121     | Sauvé/Côte-Vertu               | De Jour          |
| 140     | Fleury                         | De Jour          |
| 180     | De Salaberry                   | De Jour          |
| 361     | Saint-Denis                    | De Nuit          |
| 378     | Sauvé/YUL-Aéroport             | De Nuit          |
| 440     | Express Charleroi              | Heures de pointe |